# Керкіра (стадіон)
Стадіон «Керкіра» (грец. Δημοτικό Στάδιο Κέρκυρας) — багатофункціональний стадіон у місті Керкіра, Греція, домашня арена ФК «Керкіра».
Стадіон побудований та відкритий 1961 року. Арена має західну і східну трибуни. У 2003 році встановлено систему освітлення, 2005 року всі сидячі місця обладнані окремими пластиковими кріслами. У 2007 році над основною трибуною споруджено дах, встановлено тимчасову північну трибуну. 
Арена входить до національного центру спорту острова Керкіра. 